# Fomitopsis lilacinogilva
Fomitopsis lilacinogilva är en svampart som först beskrevs av Miles Joseph Berkeley, och fick sitt nu gällande namn av J.E. Wright & J.R. Deschamps 1975. Fomitopsis lilacinogilva ingår i släktet Fomitopsis och familjen Fomitopsidaceae.   Inga underarter finns listade i Catalogue of Life.

## Bildgalleri

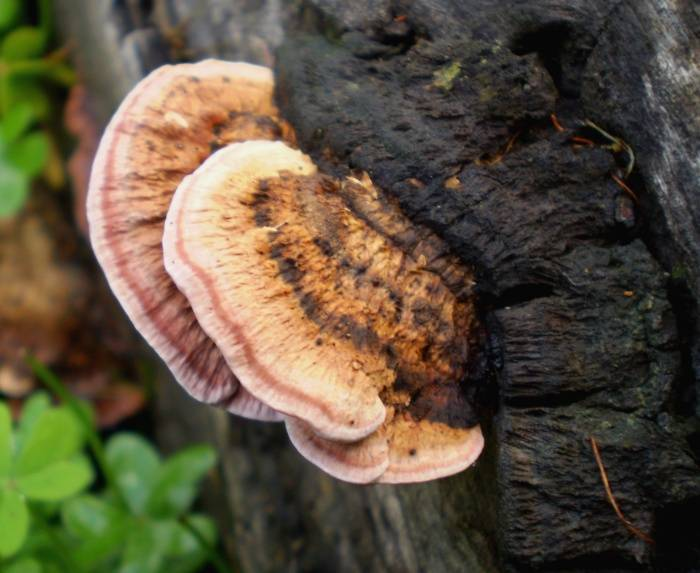